# Paracyathus lifuensis
Paracyathus lifuensis is een rifkoralensoort uit de familie van de Caryophylliidae. De wetenschappelijke naam van de soort is voor het eerst geldig gepubliceerd in 1899 door Gardiner.